# Бабаата (село)
Бабаата (каз. Бабаата) — село в Сузакском районе Туркестанской области Казахстана. Входит в состав Жартытобинского сельского округа. Код КАТО — 515633300.

## Население
В 1999 году население села составляло 914 человек (463 мужчины и 451 женщина). По данным переписи 2009 года, в селе проживал 941 человек (463 мужчины и 478 женщин).

## Достопримечательности
На северной окраине села, на левом берегу одноимённой реки расположено средневековое городище Баба-ата. На территории городища находятся мечеть-мавзолей Исхак-баба и медресе, построенные в конце XIX века. Все три объекта включены в список памятников истории и культуры республиканского значения, находящихся под охраной государства.